# واحد ۹۴۲۰
واحد ۹۴۲۰ (انگلیسی: Unit ۹۴۲۰) یا «واحد اوکا» «دایرهٔ مرکزی پیشگیری بیماری‌های اپیدمیک و تصفیهٔ آب» در «سپاه اعزامی به جنوب» در «ارتش امپراتوری ژاپن» بود. این واحد در سال ۱۹۴۲ و برای پشتیبانی قشون ژاپن در جنوب آسیا تأسیس شد و از دو واحد مجزا تشکیل شده بود: «واحد اومه‌اوکا» که تخصصش در زمینه طاعون بود و «واحد کُنو» که تخصصش در زمینهٔ مالاریا بود. بیشتر فعالیت این واحدها، پیشگیری از گسترش بیماری در سنگاپور بود.
فرماندهٔ این واحد نظامی سپهبد «کیتاگاوا ماساتاکا» بود و مقر اصلی‌اش در «بیمارستان پرمائی» در «تامپوئی» در ایالت جوهور، در جنوبی‌ترین بخش شبه‌جزیره مالایا (۱۳ کیلومتری شمال‌شرقی شهر جوهور بهرو و سنگاپور) واقع شده بود. مستنداتی در دست است که این واحد، زیرمجموعه‌هایی هم در تایلند داشت و بر روی بیماری‌های ناشناخته‌ای کار می‌کردند. این واحد به دلیل تحقیق بر روی طاعون، در زمینه جمع‌آوری موش صحرایی هم فعالیت داشت.
بنا به اعترافات «عثمان ووک» سیاستمدار سنگاپوری، کشور سنگاپور هم یکی از اماکن مهم سلاح‌های بیولوژیک بود و تنها پس از چند روز از اشغال آن توسط ارتش ژاپن، یک آزمایشگاه تحقیقاتی در آنجا برپا و مبدل به یکی از بزرگترین مراکز تسلیحات بیولوژیک در خارج خاک چین شد.
واحد ۹۴۲۰ در آغاز تحتِ فرمانِ «هاره‌یاما یوشیو» بود، اما در سال ۱۹۴۲ میلادی، سرهنگ‌دوم «نائیتو ریوایچی»، یکی از قابل‌اعتمادترین همکاران «شیرو ایشی» مسئولیت این مرکز را برای چند سالی به عهده گرفت. این واحد ۱۵۰ پزشک و دانشمند داشت و سالیانه مقادیر قابل توجهی عامل بیماری‌زا تولید می‌کرد. نائیتو و پرسنلش بیشتر بر روی تیفوس، طاعون و آفت‌کش‌ها کار می‌کردند. مشخص نیست که آیا سنگاپور یک مرکز تحقیقاتی بود یا آنکه تنها یک آزمایشگاه تولیدِ عوامل بیماری‌زا برای استفاده در مراکز دیگر محسوب می‌شد.